# Handsender

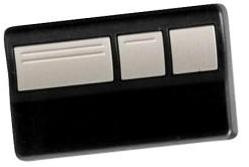
3-Kanal-Sender für Garagentore

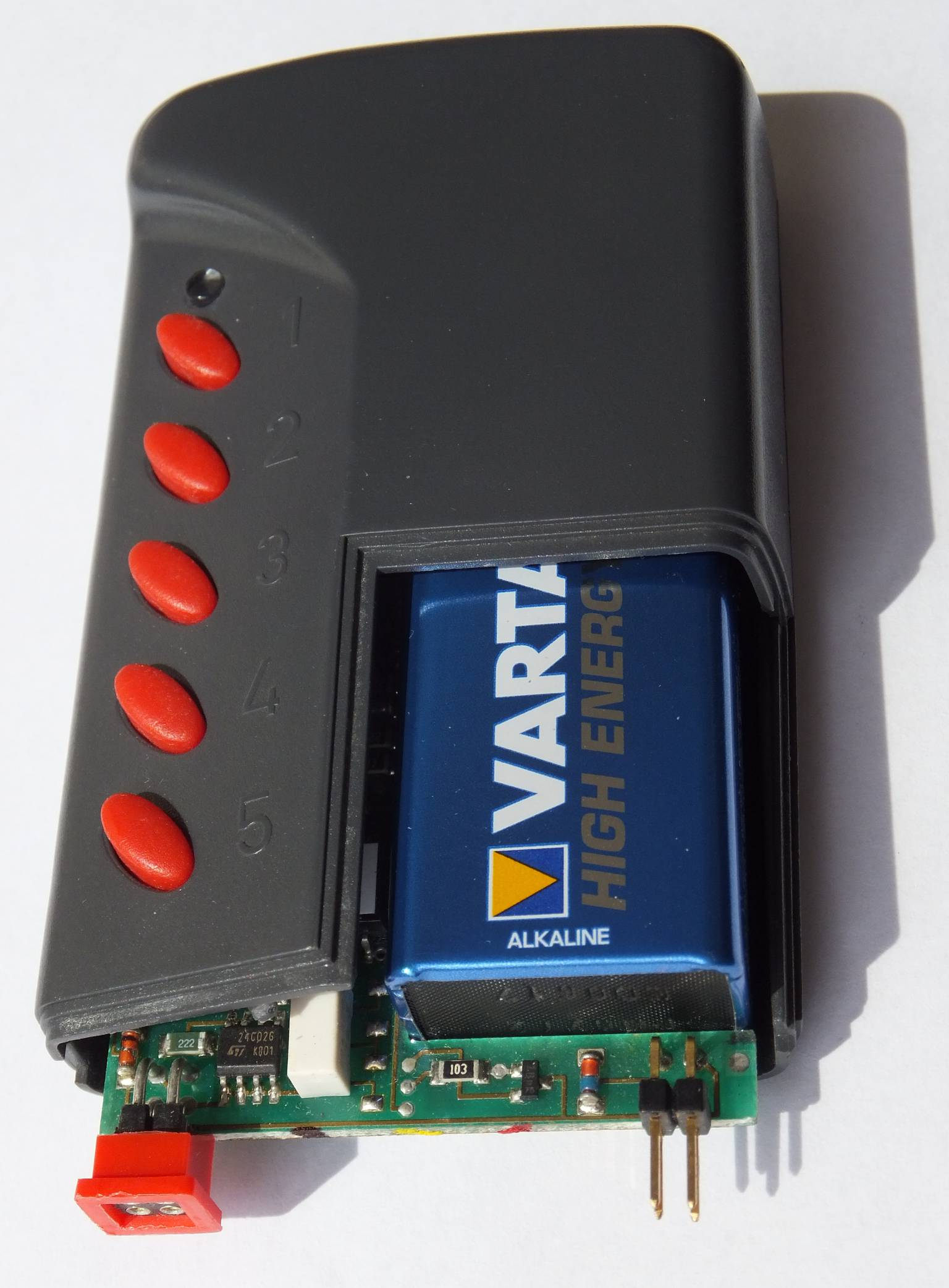
5-Kanal-Garagentorsender, geöffnet, sichtbar sind die Kontakte zur Programmierung der Tasten

Als Handsender bezeichnet man kleinformatige Fernbedienungen für verschiedene technische Anlagen wie beispielsweise Garagentorantriebe oder die Zentralverriegelung von Autos, die in einem Schlüssel integriert sein kann.
Ein Handsender muss vor der Inbetriebnahme kalibriert werden, d. h. auf das Empfangsgerät abgestimmt werden, so dass der Empfänger das gesendete Signal erkennt.

## Handsender für Torantriebe
Eine Ausführlichere Auflistung über Handsender für Garagentore findet sich unter Garagentorhandsender.